# مجسمه آوتیک ایساهاکیان (گیومری)
مجسمه آوتیک ایساهاکیان (ارمنی: Ավետիք Իսահակյանի հուշարձան) یک مجسمه برنزی در روبه‌روی تئاتر گیومری در میدان تئاتر شهر گیومری استان شیراک کشور ارمنستان است.

## تاریخچه
طراح و سازنده این مجسمه نیکوغایوس نیکوغوسیان است که این مجسمه یادبود را برای آوتیک ایساهاکیان، شاعر و نویسنده ارمنی در سال ۱۹۸۸ میلادی ساخته است.